# حاجز مائي
الحاجز المائي (بالإنجليزية: Levee)‏ هو سلسلة من التلال التي تحدث بشكل طبيعي أو حشو أو جدار مشيد بشكل مصطنع ينظم مستويات المياه. عادة ما يكون أرضيًا وغالبًا ما يكون موازيًا لمجرى النهر في سهله الفيضي أو على طول السواحل المنخفضة.

## أصل الكلمة

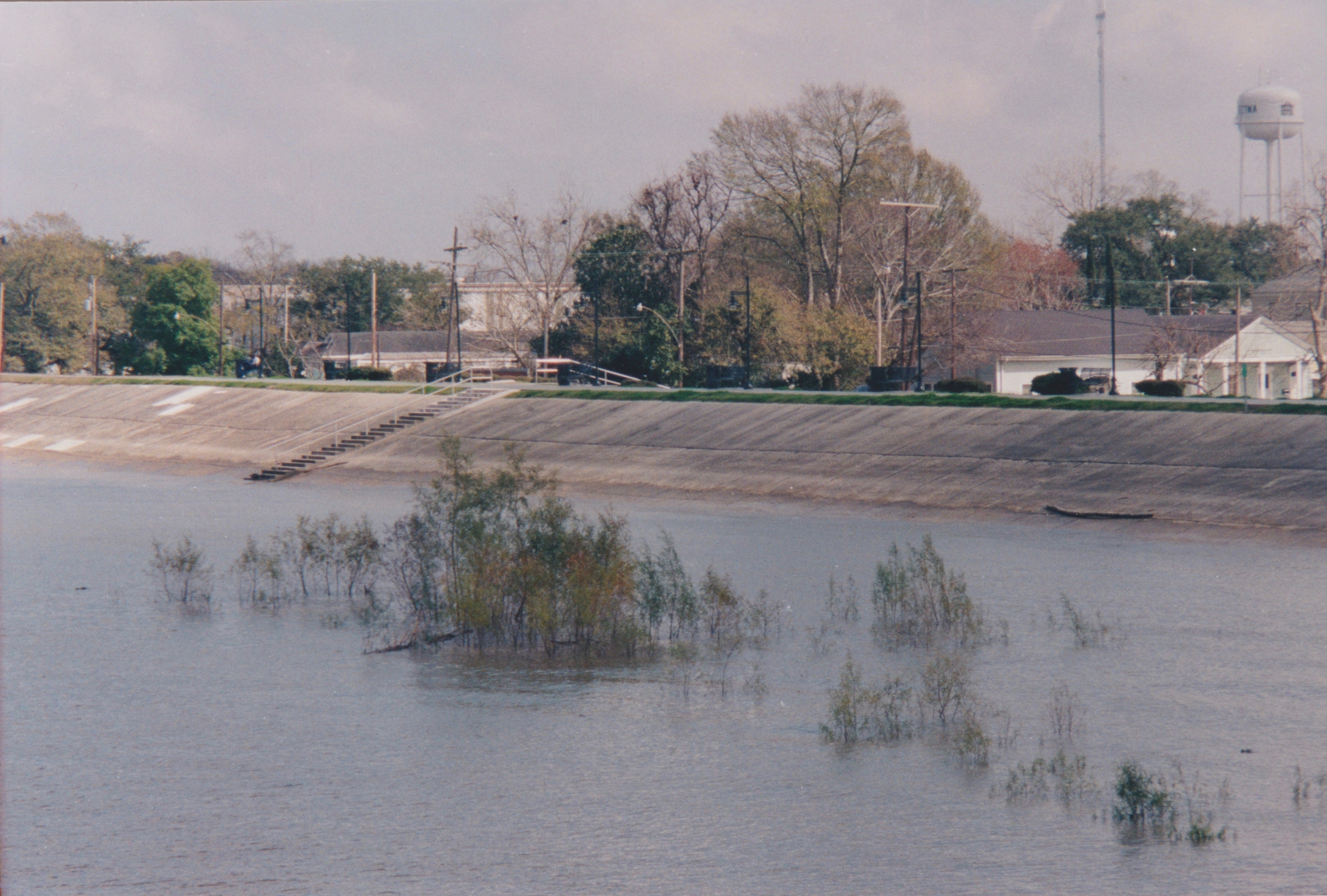
سد ترابي.

يستخدم المتحدثون باللغة الإنجليزية الأمريكية (لا سيما في الغرب الأوسط والجنوب العميق) كلمة levee، من الكلمة الفرنسية levée (من الكلمة المؤنثة الماضية من الفعل الفرنسي رافعة ، "لرفع"). نشأت في نيو أورلينز بعد سنوات قليلة من تأسيس المدينة في عام 1718 وتم تبنيها لاحقًا من قبل المتحدثين باللغة الإنجليزية. الاسم مشتق من سمة حواف السد التي يتم رفعها أعلى من كل من القناة والسهول الفيضية المحيطة بها.
من المرجح أن الكلمة الحديثة dike أو dyke مشتقة من الكلمة الهولندية dijk ، مع بناء السدود في فريزيا (الآن جزء من هولندا وألمانيا) تم إثبات ذلك جيدًا في وقت مبكر من القرن الحادي عشر. تم تشكيل Westfriese Omringdijk البالغ طوله 126 كيلومترًا (78 ميلًا)، والذي اكتمل بحلول عام 1250، من خلال ربط السدود القديمة الحالية. المؤرخ الروماني تاسيتوس يذكر أن المتمرد باتافي اخترق السدود لإغراق أرضهم وحماية تراجعهم (70 م). تشير كلمة dijk في الأصل إلى كل من الخندق والبنك. إنه يوازي بشكل وثيق الفعل الإنجليزي بالحفر.
في اللغة الأنجلوسكسونية، كانت كلمة dic موجودة بالفعل وتم نطقها على أنها ديك في شمال إنجلترا وكخندق في الجنوب. على غرار اللغة الهولندية ، تكمن الأصول الإنجليزية للكلمة في حفر خندق وتشكيل التربة المنعزلة إلى بنك بجانبها. تعني هذه الممارسة أنه يمكن إعطاء الاسم إما للتنقيب أو للبنك. وبالتالي فإن Offa's Dyke عبارة عن هيكل مدمج و Car Dyke عبارة عن خندق - على الرغم من أنها قامت في السابق برفع البنوك أيضًا. في إنجلترا ميدلاندز وإيست أنجليا ، وفي الولايات المتحدة ، السد هو الخندق الموجود في جنوب إنجلترا ، أو علامة حدود الملكية أو قناة الصرف. حيث يحمل مجرى مائي ، يمكن أن يطلق عليه السد الجاري كما في Rippingale Running Dike ، والذي يقود المياه من مصرف المياه ، Car Dyke ، إلى South Forty Foot Drain في Lincolnshire (TF1427). The Weir Dike هو سد نقع في بورن نورث فين ، بالقرب من توينتي وبجانب نهر جلين ، لينكولنشاير. في نورفولك وسوفولك برودز ، قد يكون السد خندق تصريف أو قناة اصطناعية ضيقة قبالة نهر أو واسعة للوصول أو الإرساء، يتم تسمية بعض السدود الأطول ، على سبيل المثال شمعة دايك.
في أجزاء من بريطانيا، ولا سيما اسكتلندا وشمال إنجلترا ، قد يكون السد جدارًا ميدانيًا مصنوعًا بشكل عام من الحجر الجاف.